# 좁은코플라니갈레
좁은코플라니갈레(Planigale tenuirostris)는 주머니고양이과에 속하는 유대류의 일종이다. 아주 작은 식육동물이다. 1928년 엘리스 르 게이트 트로턴(Ellis Le Geyt Troughton)이 커먼플라니갈레(P. maculata)에서 분리하여 처음 기술했다. 학명은 "가는 주둥이 편평한 족제비"(slender-snouted flat-weasel)를 의미한다.